# Даль Тозо, Джованни Пьетро
Джованни Пьетро Даль Тозо (итал. Giovanni Pietro Dal Toso; род. 6 октября 1964, Лайвес, Италия) — итальянский куриальный прелат и ватиканский дипломат, доктор философии и лиценциат канонического права. Заместитель Секретаря Папского Совета Cor Unum с 21 июня 2004 по 22 июня 2010. Секретарь Папского Совета Cor Unum с 22 июня 2010 по 31 декабря 2016. Секретарь-делегат Дикастерии по содействию целостному человеческому развитию с 1 января 2017. Титулярный архиепископ Форатианы с 9 ноября 2017. Секретарь-адъюнкт Конгрегации евангелизации народов с 9 ноября 2017 по 5 июня 2022. Апостольский нунций в Иордании с 21 января 2023. Апостольский нунций на Кипре с 17 февраля 2023.

## Биография
Родился Джованни Пьетро Даль Тозо 6 октября 1964 года. После обучения классическими занятиями он посещал главную семинарию Брессаноне, окончив свою учёбу в философии и теологии в Высшем институте философии и теологии Брессаноне, заработав звание магистра богословия на факультете богословия в университете Инсбрука, Австрия. 
Он был рукоположён в священника 24 июня 1989 года для епархии Больцано—Брессаноне. После трех лет служения в епархии, он изучал философию в Папском Григорианском университете, получил докторскую степень в декабре 1997 года с диссертацией на тему: "Концепция proairesis (сознательного выбора) у Григория Нисского". В июне 2001 года он получил лиценциат в каноническом праве в Папском Латеранском университете. 
С 1 марта 1996 года Даль Тозо служил в качестве официала в Папском Совете Cor Unum. Он был назначен заместителем Секретаря данного Совета 21 июня 2004 года.  Он также являлся членом Специального комитета по рассмотрению дел о недействительности священных рукоположений и освобождению от обязанностей диакона и священника, сформированного Конгрегацией богослужения и дисциплины таинств, а также  позднее, когда эта компетенция была передана в Конгрегацию по делам духовенства. 
С сентября 2008 года монсеньор Даль Тозо член специальной комиссии для рассмотрения дел о расторжении брака "in favorem fidei" Конгрегации Доктрины Веры. 
Монсеньор Даль Тозо был назначен Секретарём Папского Совета Cor Unum 22 июня 2010 года папой римским Бенедиктом XVI.
Джованни Пьетро Даль Тозо владеет итальянским, немецким, французским, английским и испанским языками. 
9 ноября 2017 года Папой Франциском назначен секретарем-адъюнктом Конгрегации евангелизации народов и титулярным архиепископом Форатианы.
21 января 2022 года Папой Франциском назначен апостольским нунцием в Иордании.
17 февраля 2023 года Папой Франциском назначен апостольским нунцием на Кипре.